# Liturgische Konferenz
Die Liturgische Konferenz (LK) ist eine evangelische Arbeitsstelle, die „grundlegende Fragen des evangelischen Gottesdienstes in Arbeitsausschüssen und liturgischen Fachtagungen“ erarbeitet.

## Geschichte
Im Zuge der liturgischen Bewegung erfolgte 1941 die Gründung der Lutherischen Liturgischen Konferenz. Ihr unter der Leitung von Christhard Mahrenholz zunächst betont lutherisches Gepräge wich zunehmend einer innerevangelischen Offenheit, so dass seit langem neben lutherischen auch reformierte und unierte Theologen und Theologinnen in ihr mitarbeiten. Da „auch Altkatholiken und die römisch-katholische Kirche (im Gaststatus) … die Arbeit“ tragen, wurde sie 2002 in Liturgische Konferenz umbenannt.
In der Konferenz sind die zur EKD gehörenden Landeskirchen vertreten; zudem gehören ihr einzelne Personen unter anderem aus Österreich und der Schweiz an.

## Aufgaben
Die Liturgische Konferenz „veröffentlicht ihre Ergebnisse mit dem Ziel, das gottesdienstliche Leben in evangelischen Kirchen im deutschsprachigen Raum zu fördern.“ Dabei sollen sich Gottesdienstfragen u. a. an aktuellen Situationen orientieren.
Die Konferenz arbeitet sowohl über grundsätzliche Fragen der Liturgie als auch an konkreten Einzelfragen der Gestaltung.
Die überkonfessionelle Perspektive tritt etwa im Ausschuss Schulgottesdienste besonders hervor, da Schulgottesdienste heute häufig ökumenisch gefeiert werden.
Aktuell arbeitet die Konferenz in sieben Ausschüssen:
- Andere Gottesdienste (Gottesdienste im „2. Programm“)
- Gottesdienst und Dramaturgie
- Gottesdienste mit geringer Teilnehmerzahl
- Kirchenjahr gestalten
- Liturgien in der gesellschaftlichen Öffentlichkeit
- Musikausschuss
- Schulgottesdienste